# Schrikblok

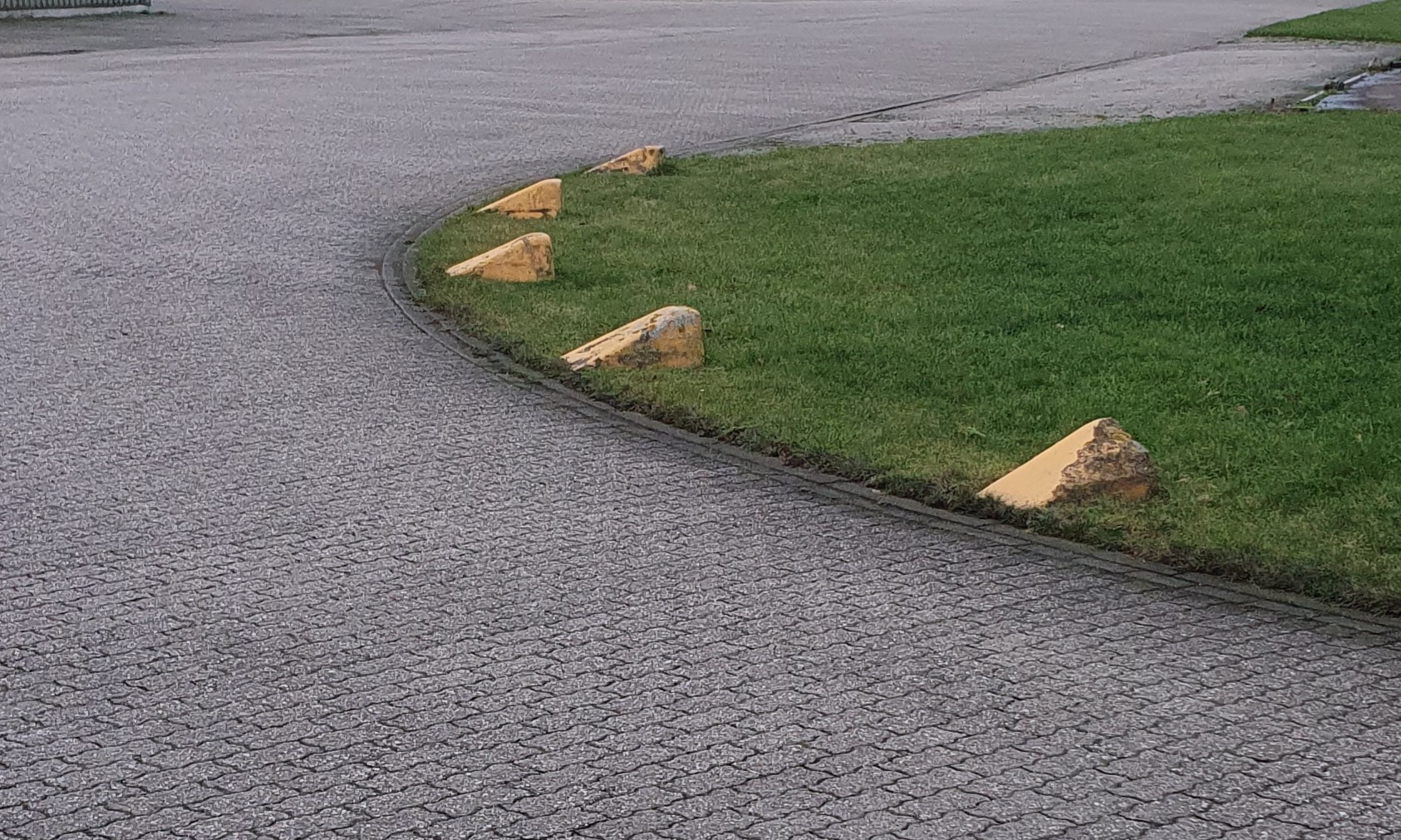
Geel geverfde schrikblokken in een bocht.

Een schrikblok, ook wel schampblok genoemd, is een ongelijkvormig, puntig of afgerond obstakel gemaakt van geprefabriceerd beton in de vorm van een keg.
Schrikblokken zijn standaard uitgevoerd in het grijs maar ook verkrijgbaar in wit of geel zodat bestuurders ze beter kunnen opmerken. De kleur zal enigszins vervagen onder invloed van uv-straling.
Schrikblokken worden in formatie ingezet ter afschrikking en om te voorkomen dat weggebruikers (auto's en vrachtwagens) de berm en bestrating beschadigen in bochten en rotondes. Zij worden daartoe zo geplaatst dat de schuine zijde naar de straatzijde wijst. Dit laatste wil in de praktijk nog wel eens misgaan.

## Gevaarlijk
In de volksmond worden deze blokken ook wel rampblokken genoemd. Hiermee wordt verwezen naar diverse ongevallen waarbij grote schade door deze blokken is veroorzaakt bij diverse weggebruikers. De hoogste punt, dat bij een auto het chassis grijpt, heeft een hefboomwerking. Deze zorgt ervoor dat personenauto's die langzaam rijden aan het blok vastgenageld worden en dat automobilisten die met een gemiddelde snelheid tegen het blok aanrijden omhoog gedrukt en gelanceerd worden. Voor motorrijders en andere weggebruikers zoals voetgangers, fietsers en bromfietsrijders die niet zijn omgeven en enigszins beschermd door hun voertuig vormen deze blokken bijgevolg een extra groot risico. Bij deze groepen weggebruikers kunnen zij wegens hun bouw onvermijdelijk ernstige verwondingen veroorzaken. Om ongevallen te beperken, kiezen gemeenten ook wel voor biggenruggen in formatie.
Tot op heden is er nog geen verkeersbord beschikbaar dat kan wijzen op gevaarzetting voor (betonnen) obstakels op of langs de weg zoals dat wel bestaat voor bussluizen, drempels en beweegbare obstakels/verkeerspalen. Om weggebruikers voor een gevaarlijke situatie te waarschuwen, kunnen wegbeheerders eventueel het algemene gevaarsverkeersbord in combinatie met een obstakel-onderbord toepassen.

## Andere toepassingen
Schrikblokken kunnen ook als beveiligend stopmiddel dienen, ter voorkoming van het ongewild inrijden van bijvoorbeeld een gracht, door deze aan de voorzijde van een parkeerhaven te plaatsen. In verband met hun geringe hoogte en de hierboven genoemde risico's zijn deze blokken niet geëigend om ongewenst parkeren in een specifieke omgeving tegen te gaan of parkeervakken te markeren. Voor dit laatste zijn varkensruggen beter geëigend.
Dankzij hun vormgeving zijn deze ook wel, zij het in mindere mate, geschikt om een obstakel te vormen tegen ramkraken.

## Vegetatie op schrikblokken

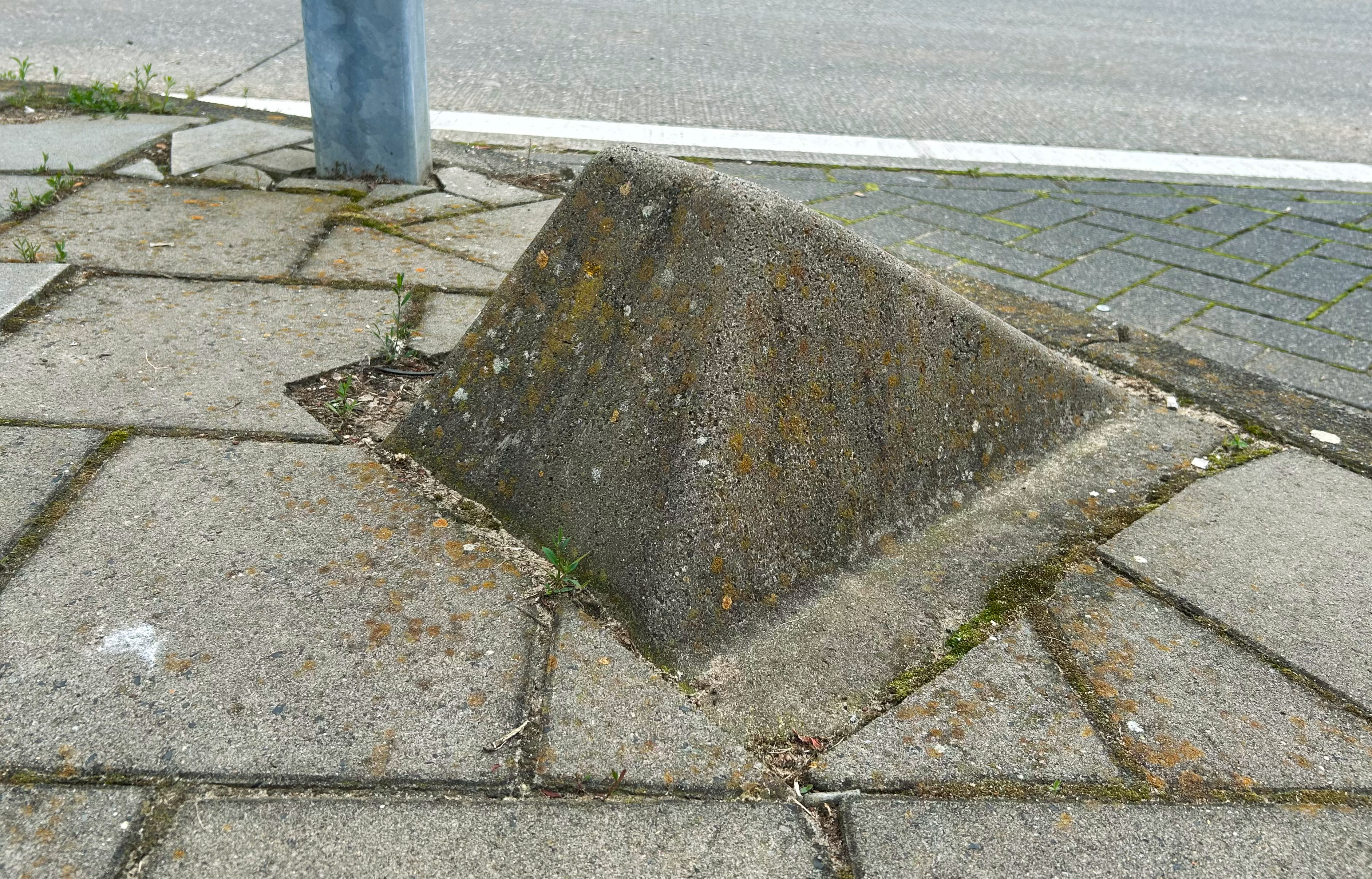
Een schrikblok begroeid met de sinaasappelkorst-associatie.

Vaak groeien er na verloop van tijd korstmossen en soms ook mossen op schrikblokken. Doordat schrikblokken vaak onderhevig zijn aan een hoge stikstofdepositie van het verkeer, gaat het doorgaans om eutrafente soorten. Een van de meest karakteristieke vegetatietypen die zich op schrikblokken kan ontwikkelen is de sinaasappelkorst-associatie (Calogayetum pusillae).